# Tái du nhập loài
Tái du nhập loài (Species reintroduction) là sự phóng thích có chủ đích của một loài vào tự nhiên từ môi trường nuôi nhốt hoặc các khu vực khác nơi sinh vật có khả năng sống sót. Mục tiêu của việc tái du nhập lại loài là thiết lập một quần thể khỏe mạnh, đa dạng về mặt di truyền, tự duy trì đến một khu vực nơi nó đã bị tuyệt chủng hoặc làm gia tăng quần thể hiện có. Các loài có thể đủ điều kiện để du nhập lại thường bị đe dọa hoặc có nguy cơ tuyệt chủng trong tự nhiên. Tuy nhiên, việc du nhập lại một loài (loài du nhập) cũng có thể để kiểm soát sâu bệnh và các loài gây hại. Ví dụ, những con sói được tái du nhập lại đến một khu vực hoang dã để hạn chế sự phát triển quá mức của nai sừng tấm hoặc nai sừng xám.
Bởi vì việc tái du nhập lại có thể liên quan đến việc trả lại các loài bản địa cho các địa phương nơi chúng đã bị tuyệt chủng, một số thích thuật ngữ"tái lập"(reestablishment). Con người đã tái du nhập lại các loài để kiểm soát thức ăn và dịch hại trong hàng ngàn năm qua. Tuy nhiên, thực tế tái du nhập lại để bảo tồn sinh học thì còn là hoạt động mới mẻ hơn nhiều, bắt đầu từ thế kỷ XX. Có nhiều cách tiếp cận để tái du nhập lại loài. Chiến lược tối ưu sẽ phụ thuộc vào tính sinh học của sinh vật. Vấn đề đầu tiên cần giải quyết khi bắt đầu tái du nhập lại loài là liệu nguồn cá thể tại chỗ, từ quần thể hoang dã hay ex situ (chuyển vị) từ nơi nuôi nhốt trong vườn thú hay vườn bách thảo.